# Takakazu Seki
Seki Takakazu, japonsky 関 孝和, znám též jako Kówa Seki (jiný způsob čtení; 1642 – 5. prosince 1708) byl japonský matematik z období Edo. Položil základy japonské matematiky („wasan (和算)“), k čemuž použil zapomenuté čínské zdroje ze 13. - 15. století. Někdy je nazýván „japonský Newton“.
Byl synem samuraje. Byl adoptován hlavou rodiny Seki, proto nese toto jméno. Pracoval díky této vlivné rodině jako vedoucí úřadu zásobování v Edo (dnes Tokio), a to až do roku 1706.
Nezávisle na evropské vědě zopakoval a někdy předjímal některé její objevy, připisuje se mu například prvenství při definici Bernoulliho čísel. Jeho nástupci později vyvinuli školu, jež byla dominantní v japonské matematice až do konce období Edo. Není vždy jasné, co z jejich prací pochází přímo od Sekiho, a co už byl jejich vlastní přínos. Věnoval se také kartografii a problematice kalendáře. Číslo Pí (π) vypočítal s přesností na deset desetinných míst, přičemž užil k výpočtu metodu, kterou až ve 20. století znovuobjevil Alexander Aitken. Největších průlomů dosáhl v algebře, když opustil těžkopádný starý čínský tabulkový systém, čímž výrazně zjednodušil řešení rovnic o více než jedné neznámé. Zabýval se též vyššími polynomiálními rovnicemi.